# Wanda Ferraz
Wanda Ferraz de Oliveira (nome de batismo: Wanda Bustamante Ferraz; 7 de junho de 1949), é uma ex-tenista brasileira .
Ferraz disputou duas eliminatórias da Fed Cup pelo Brasil em 1975. Ela perdeu uma partida de duplas na eliminação do Brasil no Grupo Mundial para a Itália, depois venceu uma partida de simples na rodada de consolação contra Luxemburgo, sobre Monique Hendel.
Nos Jogos Pan-Americanos de 1975, na Cidade do México, ela conquistou a medalha de prata na competição de duplas femininas, jogando ao lado de Maria Cristina Andrade.